# Hans Osten (Astronom)
Hans Wintzer Osten (* 31. März 1875 in Bremen, Deutschland; † 29. März 1936 in Montevideo, Uruguay) war ein deutscher Kaufmann und Amateurastronom.

## Leben und Wirken
Hans Osten war das sechste Kind des Bremer Kaufmanns und Senators Friedrich Carl Philipp Osten und dessen Ehefrau Emma Johanne Lisette geb. Wintzer. Er besuchte die Vorschule und das humanistische Gymnasium in Bremen. Anschließend absolvierte er eine kaufmännische Lehre und trat danach in ein Handelsgeschäft ein. Sein Einjährigenjahr beim Militär absolvierte er in Schwerin.
Bereits während seiner Schulzeit begann er, sich mit astronomischen Beobachtungen und später auch mit mathematischen Berechnungen zu beschäftigen. Anleitung und Unterstützung erhielt er unter anderem von Carl Schilling, dem späteren Leiter der Navigationsschule Bremen. Bei einem Nachbarn konnte er ein Teleskop benutzen. Später verfügte er über ein eigenes 2,5-Zoll-Teleskop von Reinfelder & Hertel aus München und ein Ringmikrometer.
Von 1895 bis 1897 arbeitete er an der Positionsbestimmung von Sonnenflecken. 1897 entdeckte er in einer Bibliothek das Lehrbuch der Bahnbestimmung von Kometen und Planeten von Theodor Oppolzer und begann, sich mit der Bahnbestimmung besonders von Kometen und Asteroiden zu befassen. 1897 reichte er eine Arbeit an die Astronomischen Nachrichten ein zur Bahnberechnung des von Charles Dillon Perrine am 8. Dezember 1896 entdeckten Kometen 1896 VII (Perrine), der später offiziell 18D/Perrine-Mrkos benannt wurde. 1899 veröffentlichten die Astronomischen Nachrichten einen Artikel von Hans Osten zur Bahn des Asteroiden Eros, der in einer Fußnote des Herausgebers Heinrich Kreutz als Arbeit eines „jungen Bremer Kaufmanns“ besonders gewürdigt wurde.
1907 siedelte er nach Leipzig über und arbeitete im Schlief-Wollhandel. 1909 heiratete er Elsa M. Schlief, die Nichte des Geschäftsinhabers. Im Ersten Weltkrieg war er Adjutant an der Ostfront. 1916 veröffentlichte er eine Bahnberechnung des Asteroiden (481) Emita.
Nach dem Krieg übernahm Hans Osten die Vertretung eines Wolle-Exportunternehmens für Europa, das sein zwölf Jahre älterer Bruder Cornelius Osten (1863–1936) in Montevideo gegründet hatte. In dieser Zeit arbeitete er auch über Gravitationstheorie, Relativitätstheorie und Naturphilosophie. 1925 veröffentlichte er das Buch Über ein neues Anziehungsgesetz und die relative Definition der Trägheit. 1928 ging er nach Montevideo, um seinen Bruder bei der Geschäftsführung und bei dessen botanischen Untersuchungen zu unterstützen. So reiste er mit ihm zu Forschungsexpeditionen nach Argentinien nach Mendoza und nach Córdoba.
Nach acht Jahren Aufenthalt in Uruguay verstarb er dort 1936 kurz vor der geplanten Rückkehr nach Deutschland. Er wurde auf dem Cementerio Británico von Montevideo in einer Familiengruft beerdigt.

## Auszeichnungen und Ehrungen
- 1911: Leibniz-Medaille der Königlich-Preußischen Akademie der Wissenschaften in Silber[5][Anmerkung 2]
- 1921: Mitglied der Deutschen Akademie der Naturforscher Leopoldina[6]
- 1923: Ehrendoktor der Universität Leipzig[Anmerkung 3]
- Der 1931 entdeckte Hauptgürtel-Asteroid (1207) Ostenia wurde nach ihm benannt.[7]

## Schriften
- Bahnelemente des Cometen 1896 VII (Perrine). In: Astronomische Nachrichten. Band 145, Nr. 22, 1898, S. 349–352, DOI:10.1002/asna.18981452204 (Volltext auf adsabs.harvard.edu).
- Verbesserte Elemente des Planeten (505) [1902 LL]. In: Astronomische Nachrichten. Band 166, Nr. 6, 1904, S. 81–88, DOI:10.1002/asna.19041660602 (Volltext auf adsabs.harvard.edu).
- Verbesserte Elemente von (504) Cora und (505) Cava.  In: Astronomische Nachrichten. Band 170, Nr. 18, 1905, S. 287–290, DOI:10.1002/asna.19051701805 (Volltext auf adsabs.harvard.edu).
- Allgemeine Jupiter- und Saturn-Störungen des Planeten (447) Valentine. In: Astronomische Abhandlungen. Ergänzungshefte zu den Astronomischen Nachrichten. Nr. 15, 1908.[8]
- Allgemeine Störungen von (447) Valentine. In: Astronomische Nachrichten. Band 199, Nr. 27, 1914, S. 393–424 DOI:10.1002/asna.19141992702 (Volltext auf adsabs.harvard.edu).
- Genäherte Bahn von (481) Emita. In: Astronomische Nachrichten. Band 203, Nr. 10, 1916, S. 163–164, DOI:10.1002/asna.19162031010 (Volltext auf adsabs.harvard.edu).
- Allgemeine Störungen von (447) Valentine (Schluß). In: Astronomische Nachrichten. Band 210, Nr. 9, 1920, S. 129–150, DOI:10.1002/asna.19202100902 (Volltext auf adsabs.harvard.edu).
- Tafeln zur Berechnung allgemeiner Störungen einer Gruppe kleiner Planeten durch Saturn. In: Stockholms Observatoriums Annaler. Astronomiska Iakttagelser och Undersökningar a Stockholms Observatorium. Band 10, Nr. 7. Almqvist & Wiksell, Stockholm 1920, S. 1–44 (Volltext auf adsabs.harvard.edu).
- Verbesserung von Beckers Theorie von (29) Amphitrite. In: Astronomische Abhandlungen. Ergänzungshefte zu den Astronomischen Nachrichten. Band 4, Nr. 6. Verlag der Astronomischen Nachrichten, Kiel 1922, DNB 365656402.
- Über ein neues Anziehungsgesetz und die relative Definition der Trägheit. Mayer, Leipzig 1925, DNB 362445168.
- Theorie des Planeten Parthenope. In: Astronomische Abhandlungen. Ergänzungshefte zu den Astronomischen Nachrichten. Band 5, Nr. 6, 1929.[9]
- Heliozentrische Ephemeride für (447) Valentine 1933–1956. In: Astronomische Nachrichten. Band 238, Nr. 19, 1930, S. 301–312, DOI:10.1002/asna.19302381902 (Volltext auf adsabs.harvard.edu).